# Supercoppa araba
La Supercoppa araba (in arabo الكأس العربية الممتازة‎?) era una competizione calcistica che vedeva contrapposte le quattro finaliste della Champions League araba e della  Coppa delle Coppe araba. Fu inaugurata nel 1992 e soppressa al termine dell'edizione del 2001.

## Albo d'oro
| Edizione      | Vincitore        | Seconda classificata | Luogo                                 |
| ------------- | ---------------- | -------------------- | ------------------------------------- |
| 1992 dettagli | Wydad Casablanca | Al-Hilal             | Stade Mohamed V, Casablanca           |
| 1993          | Non disputata    | Non disputata        | Non disputata                         |
| 1994          | Non disputata    | Non disputata        | Non disputata                         |
| 1995 dettagli | Al-Shabab        | Al-Hilal             | King Fahd International Stadium, Riad |
| 1996 dettagli | Espérance        | Al-Riyadh            | Stade Olympique d'El Menzah, Tunisi   |
| 1997 dettagli | Al-Ahly          | Ol. Khouribga        | Stade Mohamed V, Casablanca           |
| 1998 dettagli | Al-Ahly          | Club Africain        | Stade Olympique d'El Menzah, Tunisi   |
| 1999 dettagli | MC Oran          | Al Jaish             | Abbasiyyin Stadium, Damasco           |
| 2000 dettagli | Al-Shabab        | Al-Faisaly           | Amman International Stadium, Amman    |
| 2001 dettagli | Al-Hilal         | Al-Nassr             | Abbasiyyin Stadium, Damasco           |

## Vittorie per squadra
| # | Squadra          | Vittorie | Secondi posti |
| - | ---------------- | -------- | ------------- |
| 1 | Al-Ahly          | 2        | 0             |
| 1 | Al-Shabab        | 2        | 0             |
| 3 | Al-Hilal         | 1        | 2             |
| 4 | MC Oran          | 1        | 0             |
| 4 | Wydad Casablanca | 1        | 0             |
| 4 | Espérance        | 1        | 0             |
| 7 | Al-Faisaly       | 0        | 1             |
| 7 | OC Khouribga     | 0        | 1             |
| 7 | Al-Nassr         | 0        | 1             |
| 7 | Al-Riyadh        | 0        | 1             |
| 7 | Al Jaish         | 0        | 1             |
| 7 | Club Africain    | 0        | 1             |

## Vittorie per nazione
| Nazione        | Vittorie | Secondi posti |
| -------------- | -------- | ------------- |
| Arabia Saudita | 3        | 4             |
| Egitto         | 2        | 0             |
| Tunisia        | 1        | 1             |
| Marocco        | 1        | 1             |
| Algeria        | 1        | 0             |
| Giordania      | 0        | 1             |
| Siria          | 0        | 1             |